# Velerova sinteza
Velerova sinteza predstavlja pretvaranje amonijum cijanata u ureju. Ovu hemijsku reakciju je izveo Fridrih Veler 1828. u pokušaju da sintetizuje amonijum cijanat. Značajna je kao prekretnica u razvoju organske hemije. Iako Velerova reakcija obuhvata pretvaranje amonijum cijanata, ova so se pojavljuje samo kao nestabilni međuproizvod. Veler je u svom radu demonstrirao reakciju sa različitim reaktantima: kombinaciju izocijanatne kiseline i amonijaka, kombinaciju srebro-cijanata i amonijum-hlorida, kombinaciju olovo-cijanata i amonijaka i kombinaciju žive-cijanata i amonijum-cijanata (koji predstavlja smješu izocijanatne kiseline i amonijaka u vodenom rastvoru).
Reakcija može biti pokazana polazeći od rastvora kalijum-cijanata i amonijum-hlorida koji se pomiješaju i zagrijavaju a zatim hlade. Dodatni dokaz da je došlo do hemijske transformacije se dobije dodavanjem rastvora oksalne kiseline sa kojom se formira ureja oksalat koji se izdvaja u vidu bijelog taloga.
Alternativno reakcija se može izvesti reakcijom olovo-cijanata i amonijaka. Reakcija koja se odvija je reakcija dvostruke zamjene pri čemu se formira amonijum-cijanat:
{\displaystyle \mathrm {Pb(NCO)_{2}+2NH_{3}+2H_{2}O\rightarrow Pb(OH)_{2}+2NH_{4}(NCO)} }
Amonijum-cijanat se razlaže na amonijak i izocijanatnu kiselinu koji se zatim transformišu u ureu u reakciji nukleofilne adicije pri čemu dolazi do stvaranja tautomernog izomera:
{\displaystyle \mathrm {NH_{4}(NCO)\rightarrow NH_{3}+HNCO\leftrightarrow (NH_{2})_{2}CO} }
Spajanje sa oksalnom kiselinom doprinosi u pomjeranju hemijske ravnoteže u smjeru stvaranje uree do potpunog završetka reakcije.
Velerova sinteza ima značajnu istorijsku važnost jer predstavljs prvu reakciju u kojoj je neko organsko jedinjenje dobijeno iz neorganskih reaktanata. Ovo otkriće je pridonijelo pobijanju doktrine vitalizma koja je vladala u tadašnjoj nauci po kojoj su organske supstance se razlikovale od neorganskih i posjedovale su životnu silu i mogle su biti sintetizovane samo u živim organizmima. Ureja je otkrivena 1799. i do tada se mogla izolovati samo iz bioloških izvora kao što je urin.
Postoje i mišljenja da razvoj organske hemije nije počeo ovim otkrićem nego četiri godine ranije kada je izvršena sinteza oksalne kiseline, koju je takođe izvršio Fridrih Veler i takođe iz neorganskog prekurzora cijanogena. Doktrina vitalizma nije napuštena odmah poslije Velerove sinteze. Njegovi savremenici Justus fon Libig i Luj Paster nisu nikada napustili teoriju vitalizma, i tek 1845. godine Adolf Vilhelm Herman Kolbe je ponovio sintezu u kojoj se organsko jedinjenje dobija iz neorganskog tako što je izvršio pretvaranje ugljenik-disulfida u sirćetnu kiselinu, i tek nakon toga teorija vitalizma počinje da značajnije gubi pristalice.

## Literatura
- P. Walden (1928). „Die Bedeutung der Wöhlerschen Harnstoff-Synthese”. Naturwissenschaften. 16 (45-47): 835—849. doi:10.1007/BF01451626.